# Bufedron
Bufedron (MABP) – organiczny związek chemiczny, pochodna katynonu o działaniu stymulującym. Po raz pierwszy został otrzymany w 1928.
W postaci wolnej zasady bufedron jest bardzo niestabilny. Jego grupa ketonowa łatwo ulega redukcji do grupy hydroksylowej, tworząc alkohol. Wiązanie C=O w pozycji Rβ przekształca się wówczas w C–OH. W związku z tym sprzedawany jest pod postacią soli (głównie chlorowodorku).

## Działanie
Bufedron zwiększa spontaniczną aktywność lokomotoryczną gryzoni, wzmaga uwalnianie dopaminy przez dopaminergiczne neurony ośrodkowego układu nerwowego i powoduje tłumienie apetytu. Powoduje również potencjalnie niebezpieczny efekt zmniejszenia subiektywnego uczucia pragnienia. Jego działanie porównuje się do działania metamfetaminy, jednak z większą euforią i mniejszą stymulacją fizyczną.
Najczęściej opisywane skutki zażycia to: poprawa nastroju, euforia, zwiększona czujność, powiększone źrenice (rzadko), niewyraźna mowa (rzadko), przyspieszona akcja serca, gadatliwość, zwiększona empatia i poczucie komunikacji, podwyższone libido, czasowe zaburzenia erekcji u mężczyzn, niepokój, bezsenność, zwiększona motywacja.
W zależności od drogi podania, czas działania efektów wynosi od 2,5 do 6 godzin (przy przyjęciu doustnym), po którym może występować zespół abstynencyjny objawiający się zmęczeniem, osłabioną koncentracją i poceniem się.

## Legalność
W Polsce od 2015 roku znajduje się w wykazie substancji psychotropowych w grupie I-P. Jest nielegalny również m.in. w Czechach, Niemczech, Stanach Zjednoczonych oraz Chinach (od października 2015), które do tego czasu uchodziły za głównego producenta tej substancji.